# Daniel Parejo
Artikeln följer den spanska namnseden; faderns efternamn är Parejo och moderns efternamn Muñoz.
Daniel Parejo Muñoz, född 16 april 1989 i Madrid, mer känd som Dani Parejo, är en spansk professionell fotbollsspelare som spelar för den spanska klubben Villarreal som offensiv central mittfältare.
Parejo har representerat flera spanska ungdomslandslag samt A-landslaget.

## Karriär
Parejo började sin karriär i Real Madrids ungdomslag. År 2006 började han spela för Castilla (Real Madrids reservlag) där han gjort 11 mål på 37 framträdanden. Han var under 2008 utlånad till Queens Park Rangers i den engelska andraligan. Parejo återvände i januari 2009 till ett skadedrabbat Real Madrid men gjorde ingen succé under sina totalt 5 matcher i A-laget. Istället såldes han den 23 juli 2009 till Getafe men Real Madrid har fortfarande återköpsklausul på honom.
I maj 2011 blev det klart att Parejo lämnade Getafe för spel i ligakonkurrenten Valencia. Getafe godkände budet på sex miljoner euro. Den 12 augusti 2020 värvades Parejo av Villarreal, där han skrev på ett fyraårskontrakt.